# Decapoda
Los decápodos (Decapoda, del griego δέκα déka, 'diez' y πούς, podós, 'pie') son un orden de crustáceos dentro de la clase Malacostraca, con muchos grupos familiares, como cangrejos y centollas (Brachyura), langostas (Palinuridae), bogavantes y cigalas (Nephropidae), camarones (Caridea), langostinos (Dendrobranchiata), entre otros. Se estima que el orden contiene cerca de 15 000 especies en alrededor de 2700 géneros, con alrededor de 3300 especies fósiles. Los decápodos pueden ser depredadores, herbívoros, omnívoros, detritívoros y carroñeros.

## Anatomía
Como su nombre indica, todos los decápodos tienen diez patas; son los últimos cinco de los ocho pares de apéndices torácicos característicos de los crustáceos. Los tres primeros pares funcionan como piezas bucales, denominándose maxilípedos al resto de pereiopodos. En muchos decápodos, sin embargo, un par de patas tienen pinzas alargadas; la pinza se llama quela, por lo que esas patas pueden llamarse quelípedos. Otros apéndices se encuentran en el pleon o abdomen, donde cada segmento posee un par de pleópodos birrámeos, de los cuales los últimos forman parte de la cola (junto con el telson) y son llamados urópodos.
Los camarones, langostas y cangrejos de río, al igual que las langostas, tienen un cuerpo alargado, a menudo ligeramente aplanado en los lados, cuyo cefalotórax termina en una tribuna a menudo dentada en la parte delantera. Sus antenas son largas, delgadas y estables. Las primeras dos o tres patas para caminar tienen tijeras. El abdomen está claramente estructurado, tiene patas palmeadas y termina en un abanico de cola, con el que pueden huir rápidamente hacia atrás en caso de peligro.
Por el contrario, el cuerpo de los cangrejos es más ancho que largo. Faltan una tribuna y un abanico de cola, por lo que los animales no pueden nadar hacia atrás. Las antenas son cortas, el abdomen es corto, estrecho y se lleva plegado hacia delante bajo el cefalotórax. Dado que las patas para nadar se han degenerado y las hembras sólo las usan para transportar los huevos, la mayoría de los cangrejos no pueden nadar. Sin embargo, los cangrejos nadadores han recuperado su capacidad de nadar al convertir sus patas traseras en órganos parecidos a paletas. Además de en los verdaderos cangrejos, la morfología del cangrejo también se da en otros grupos de decápodos, donde ha evolucionado de forma independiente varias veces, lo que se denomina carcinización.
Un tercer tipo de cuerpo está representado por los cangrejos ermitaños , que son asimétricos para esconderse en caparazones de caracoles. Su abdomen es blando e hinchado porque contiene algunos órganos que se ubican en el cefalotórax de otros decápodos.

## Distribución geográfica
Los decápodos son principalmente criaturas marinas y se encuentran en todos los océanos del mundo, aunque sólo hay unas pocas especies en los polares. Son particularmente ricos en especies en las costas, desde la plataforma hasta la zona intermareal. Viven principalmente en el fondo del mar; las especies pelágicas que viven en aguas abiertas son raras. Varios grupos han migrado al agua dulce o han pasado a la vida terrestre (por ejemplo, los ladrones de palmeras). Sin embargo, todos los decápodos tienen que regresar al agua para reproducirse. Los hallazgos de cangrejos fósiles de este orden son comunes en los pozones de arcilla de Engelbostel.

## Evolución
Un análisis del reloj molecular de 2019 sugirió que los decápodos se originaron en el Ordovícico Tardío hace unos 455 millones de años, siendo los Dendrobranchiata (langostinos) el primer grupo en divergir. El grupo restante, denominado Pleocyemata, divergió a continuación entre los camarones nadadores y el grupo reptante/andante denominado Reptantia, formado por langostas y cangrejos. La alta diversificación de especies se remonta a los períodos Jurásico y Cretácico, que coincide con el surgimiento y la propagación de los modernos arrecifes de coral, un hábitat clave para los decápodos. A pesar del origen temprano inferido, los fósiles más antiguos del grupo como Palaeopalaemon sólo datan del Devónico Tardío.
El siguiente cladograma muestra las relaciones internas de Decapoda, según un estudio realizado por Wolfe et al. (2019).
|  | Dendrobranchiata (langostinos) |
|  |                                |

|  | Stenopodidea                                                         |
|  |                                                                      |
|  | \| \| Procarididea \| \| \| \| \| \| Caridea (camarones) \| \| \| \| |
|  |                                                                      |
|  | Procarididea                                                         |
|  |                                                                      |
|  | Caridea (camarones)                                                  |
|  |                                                                      |

|  | Procarididea        |
|  |                     |
|  | Caridea (camarones) |
|  |                     |

|  | Achelata (langostas espinosas, santiaguiños - langostas de cabeza plana)                                     |
|  | |
|  | \| \| Polychelida (crustáceos bénticos) \| \| \| \| \| \| Astacidea (langostas, cangrejo de río) \| \| \| \| |
|  | |
|  | Polychelida (crustáceos bénticos)                                                                            |
|  | |
|  | Astacidea (langostas, cangrejo de río)                                                                       |
|  | |

|  | Polychelida (crustáceos bénticos)      |
|  |                                        |
|  | Astacidea (langostas, cangrejo de río) |
|  |                                        |

|  | Gebiidea (langosta del barro y camarón de barro)                                                |
|  |                                                                                                 |
|  | \| \| Anomura (cangrejos ermitaños y otros) \| \| \| \| \| \| Brachyura (cangrejos) \| \| \| \| |
|  |                                                                                                 |
|  | Anomura (cangrejos ermitaños y otros)                                                           |
|  |                                                                                                 |
|  | Brachyura (cangrejos)                                                                           |
|  |                                                                                                 |

|  | Anomura (cangrejos ermitaños y otros) |
|  |                                       |
|  | Brachyura (cangrejos)                 |
|  |                                       |

|  | Gebiidea (langosta del barro y camarón de barro)                                                |
|  |                                                                                                 |
|  | \| \| Anomura (cangrejos ermitaños y otros) \| \| \| \| \| \| Brachyura (cangrejos) \| \| \| \| |
|  |                                                                                                 |
|  | Anomura (cangrejos ermitaños y otros)                                                           |
|  |                                                                                                 |
|  | Brachyura (cangrejos)                                                                           |
|  |                                                                                                 |

|  | Anomura (cangrejos ermitaños y otros) |
|  |                                       |
|  | Brachyura (cangrejos)                 |
|  |                                       |

|  | Achelata (langostas espinosas, santiaguiños - langostas de cabeza plana)                                     |
|  | |
|  | \| \| Polychelida (crustáceos bénticos) \| \| \| \| \| \| Astacidea (langostas, cangrejo de río) \| \| \| \| |
|  | |
|  | Polychelida (crustáceos bénticos)                                                                            |
|  | |
|  | Astacidea (langostas, cangrejo de río)                                                                       |
|  | |

|  | Polychelida (crustáceos bénticos)      |
|  |                                        |
|  | Astacidea (langostas, cangrejo de río) |
|  |                                        |

|  | Gebiidea (langosta del barro y camarón de barro)                                                |
|  |                                                                                                 |
|  | \| \| Anomura (cangrejos ermitaños y otros) \| \| \| \| \| \| Brachyura (cangrejos) \| \| \| \| |
|  |                                                                                                 |
|  | Anomura (cangrejos ermitaños y otros)                                                           |
|  |                                                                                                 |
|  | Brachyura (cangrejos)                                                                           |
|  |                                                                                                 |

|  | Anomura (cangrejos ermitaños y otros) |
|  |                                       |
|  | Brachyura (cangrejos)                 |
|  |                                       |

|  | Gebiidea (langosta del barro y camarón de barro)                                                |
|  |                                                                                                 |
|  | \| \| Anomura (cangrejos ermitaños y otros) \| \| \| \| \| \| Brachyura (cangrejos) \| \| \| \| |
|  |                                                                                                 |
|  | Anomura (cangrejos ermitaños y otros)                                                           |
|  |                                                                                                 |
|  | Brachyura (cangrejos)                                                                           |
|  |                                                                                                 |

|  | Anomura (cangrejos ermitaños y otros) |
|  |                                       |
|  | Brachyura (cangrejos)                 |
|  |                                       |

|  | Stenopodidea                                                         |
|  |                                                                      |
|  | \| \| Procarididea \| \| \| \| \| \| Caridea (camarones) \| \| \| \| |
|  |                                                                      |
|  | Procarididea                                                         |
|  |                                                                      |
|  | Caridea (camarones)                                                  |
|  |                                                                      |

|  | Procarididea        |
|  |                     |
|  | Caridea (camarones) |
|  |                     |

|  | Achelata (langostas espinosas, santiaguiños - langostas de cabeza plana)                                     |
|  | |
|  | \| \| Polychelida (crustáceos bénticos) \| \| \| \| \| \| Astacidea (langostas, cangrejo de río) \| \| \| \| |
|  | |
|  | Polychelida (crustáceos bénticos)                                                                            |
|  | |
|  | Astacidea (langostas, cangrejo de río)                                                                       |
|  | |

|  | Polychelida (crustáceos bénticos)      |
|  |                                        |
|  | Astacidea (langostas, cangrejo de río) |
|  |                                        |

|  | Gebiidea (langosta del barro y camarón de barro)                                                |
|  |                                                                                                 |
|  | \| \| Anomura (cangrejos ermitaños y otros) \| \| \| \| \| \| Brachyura (cangrejos) \| \| \| \| |
|  |                                                                                                 |
|  | Anomura (cangrejos ermitaños y otros)                                                           |
|  |                                                                                                 |
|  | Brachyura (cangrejos)                                                                           |
|  |                                                                                                 |

|  | Anomura (cangrejos ermitaños y otros) |
|  |                                       |
|  | Brachyura (cangrejos)                 |
|  |                                       |

|  | Gebiidea (langosta del barro y camarón de barro)                                                |
|  |                                                                                                 |
|  | \| \| Anomura (cangrejos ermitaños y otros) \| \| \| \| \| \| Brachyura (cangrejos) \| \| \| \| |
|  |                                                                                                 |
|  | Anomura (cangrejos ermitaños y otros)                                                           |
|  |                                                                                                 |
|  | Brachyura (cangrejos)                                                                           |
|  |                                                                                                 |

|  | Anomura (cangrejos ermitaños y otros) |
|  |                                       |
|  | Brachyura (cangrejos)                 |
|  |                                       |

|  | Achelata (langostas espinosas, santiaguiños - langostas de cabeza plana)                                     |
|  | |
|  | \| \| Polychelida (crustáceos bénticos) \| \| \| \| \| \| Astacidea (langostas, cangrejo de río) \| \| \| \| |
|  | |
|  | Polychelida (crustáceos bénticos)                                                                            |
|  | |
|  | Astacidea (langostas, cangrejo de río)                                                                       |
|  | |

|  | Polychelida (crustáceos bénticos)      |
|  |                                        |
|  | Astacidea (langostas, cangrejo de río) |
|  |                                        |

|  | Gebiidea (langosta del barro y camarón de barro)                                                |
|  |                                                                                                 |
|  | \| \| Anomura (cangrejos ermitaños y otros) \| \| \| \| \| \| Brachyura (cangrejos) \| \| \| \| |
|  |                                                                                                 |
|  | Anomura (cangrejos ermitaños y otros)                                                           |
|  |                                                                                                 |
|  | Brachyura (cangrejos)                                                                           |
|  |                                                                                                 |

|  | Anomura (cangrejos ermitaños y otros) |
|  |                                       |
|  | Brachyura (cangrejos)                 |
|  |                                       |

|  | Gebiidea (langosta del barro y camarón de barro)                                                |
|  |                                                                                                 |
|  | \| \| Anomura (cangrejos ermitaños y otros) \| \| \| \| \| \| Brachyura (cangrejos) \| \| \| \| |
|  |                                                                                                 |
|  | Anomura (cangrejos ermitaños y otros)                                                           |
|  |                                                                                                 |
|  | Brachyura (cangrejos)                                                                           |
|  |                                                                                                 |

|  | Anomura (cangrejos ermitaños y otros) |
|  |                                       |
|  | Brachyura (cangrejos)                 |
|  |                                       |

|  | Dendrobranchiata (langostinos) |
|  |                                |

|  | Stenopodidea                                                         |
|  |                                                                      |
|  | \| \| Procarididea \| \| \| \| \| \| Caridea (camarones) \| \| \| \| |
|  |                                                                      |
|  | Procarididea                                                         |
|  |                                                                      |
|  | Caridea (camarones)                                                  |
|  |                                                                      |

|  | Procarididea        |
|  |                     |
|  | Caridea (camarones) |
|  |                     |

|  | Achelata (langostas espinosas, santiaguiños - langostas de cabeza plana)                                     |
|  | |
|  | \| \| Polychelida (crustáceos bénticos) \| \| \| \| \| \| Astacidea (langostas, cangrejo de río) \| \| \| \| |
|  | |
|  | Polychelida (crustáceos bénticos)                                                                            |
|  | |
|  | Astacidea (langostas, cangrejo de río)                                                                       |
|  | |

|  | Polychelida (crustáceos bénticos)      |
|  |                                        |
|  | Astacidea (langostas, cangrejo de río) |
|  |                                        |

|  | Gebiidea (langosta del barro y camarón de barro)                                                |
|  |                                                                                                 |
|  | \| \| Anomura (cangrejos ermitaños y otros) \| \| \| \| \| \| Brachyura (cangrejos) \| \| \| \| |
|  |                                                                                                 |
|  | Anomura (cangrejos ermitaños y otros)                                                           |
|  |                                                                                                 |
|  | Brachyura (cangrejos)                                                                           |
|  |                                                                                                 |

|  | Anomura (cangrejos ermitaños y otros) |
|  |                                       |
|  | Brachyura (cangrejos)                 |
|  |                                       |

|  | Gebiidea (langosta del barro y camarón de barro)                                                |
|  |                                                                                                 |
|  | \| \| Anomura (cangrejos ermitaños y otros) \| \| \| \| \| \| Brachyura (cangrejos) \| \| \| \| |
|  |                                                                                                 |
|  | Anomura (cangrejos ermitaños y otros)                                                           |
|  |                                                                                                 |
|  | Brachyura (cangrejos)                                                                           |
|  |                                                                                                 |

|  | Anomura (cangrejos ermitaños y otros) |
|  |                                       |
|  | Brachyura (cangrejos)                 |
|  |                                       |

|  | Achelata (langostas espinosas, santiaguiños - langostas de cabeza plana)                                     |
|  | |
|  | \| \| Polychelida (crustáceos bénticos) \| \| \| \| \| \| Astacidea (langostas, cangrejo de río) \| \| \| \| |
|  | |
|  | Polychelida (crustáceos bénticos)                                                                            |
|  | |
|  | Astacidea (langostas, cangrejo de río)                                                                       |
|  | |

|  | Polychelida (crustáceos bénticos)      |
|  |                                        |
|  | Astacidea (langostas, cangrejo de río) |
|  |                                        |

|  | Gebiidea (langosta del barro y camarón de barro)                                                |
|  |                                                                                                 |
|  | \| \| Anomura (cangrejos ermitaños y otros) \| \| \| \| \| \| Brachyura (cangrejos) \| \| \| \| |
|  |                                                                                                 |
|  | Anomura (cangrejos ermitaños y otros)                                                           |
|  |                                                                                                 |
|  | Brachyura (cangrejos)                                                                           |
|  |                                                                                                 |

|  | Anomura (cangrejos ermitaños y otros) |
|  |                                       |
|  | Brachyura (cangrejos)                 |
|  |                                       |

|  | Gebiidea (langosta del barro y camarón de barro)                                                |
|  |                                                                                                 |
|  | \| \| Anomura (cangrejos ermitaños y otros) \| \| \| \| \| \| Brachyura (cangrejos) \| \| \| \| |
|  |                                                                                                 |
|  | Anomura (cangrejos ermitaños y otros)                                                           |
|  |                                                                                                 |
|  | Brachyura (cangrejos)                                                                           |
|  |                                                                                                 |

|  | Anomura (cangrejos ermitaños y otros) |
|  |                                       |
|  | Brachyura (cangrejos)                 |
|  |                                       |

|  | Stenopodidea                                                         |
|  |                                                                      |
|  | \| \| Procarididea \| \| \| \| \| \| Caridea (camarones) \| \| \| \| |
|  |                                                                      |
|  | Procarididea                                                         |
|  |                                                                      |
|  | Caridea (camarones)                                                  |
|  |                                                                      |

|  | Procarididea        |
|  |                     |
|  | Caridea (camarones) |
|  |                     |

|  | Achelata (langostas espinosas, santiaguiños - langostas de cabeza plana)                                     |
|  | |
|  | \| \| Polychelida (crustáceos bénticos) \| \| \| \| \| \| Astacidea (langostas, cangrejo de río) \| \| \| \| |
|  | |
|  | Polychelida (crustáceos bénticos)                                                                            |
|  | |
|  | Astacidea (langostas, cangrejo de río)                                                                       |
|  | |

|  | Polychelida (crustáceos bénticos)      |
|  |                                        |
|  | Astacidea (langostas, cangrejo de río) |
|  |                                        |

|  | Gebiidea (langosta del barro y camarón de barro)                                                |
|  |                                                                                                 |
|  | \| \| Anomura (cangrejos ermitaños y otros) \| \| \| \| \| \| Brachyura (cangrejos) \| \| \| \| |
|  |                                                                                                 |
|  | Anomura (cangrejos ermitaños y otros)                                                           |
|  |                                                                                                 |
|  | Brachyura (cangrejos)                                                                           |
|  |                                                                                                 |

|  | Anomura (cangrejos ermitaños y otros) |
|  |                                       |
|  | Brachyura (cangrejos)                 |
|  |                                       |

|  | Gebiidea (langosta del barro y camarón de barro)                                                |
|  |                                                                                                 |
|  | \| \| Anomura (cangrejos ermitaños y otros) \| \| \| \| \| \| Brachyura (cangrejos) \| \| \| \| |
|  |                                                                                                 |
|  | Anomura (cangrejos ermitaños y otros)                                                           |
|  |                                                                                                 |
|  | Brachyura (cangrejos)                                                                           |
|  |                                                                                                 |

|  | Anomura (cangrejos ermitaños y otros) |
|  |                                       |
|  | Brachyura (cangrejos)                 |
|  |                                       |

|  | Achelata (langostas espinosas, santiaguiños - langostas de cabeza plana)                                     |
|  | |
|  | \| \| Polychelida (crustáceos bénticos) \| \| \| \| \| \| Astacidea (langostas, cangrejo de río) \| \| \| \| |
|  | |
|  | Polychelida (crustáceos bénticos)                                                                            |
|  | |
|  | Astacidea (langostas, cangrejo de río)                                                                       |
|  | |

|  | Polychelida (crustáceos bénticos)      |
|  |                                        |
|  | Astacidea (langostas, cangrejo de río) |
|  |                                        |

|  | Gebiidea (langosta del barro y camarón de barro)                                                |
|  |                                                                                                 |
|  | \| \| Anomura (cangrejos ermitaños y otros) \| \| \| \| \| \| Brachyura (cangrejos) \| \| \| \| |
|  |                                                                                                 |
|  | Anomura (cangrejos ermitaños y otros)                                                           |
|  |                                                                                                 |
|  | Brachyura (cangrejos)                                                                           |
|  |                                                                                                 |

|  | Anomura (cangrejos ermitaños y otros) |
|  |                                       |
|  | Brachyura (cangrejos)                 |
|  |                                       |

|  | Gebiidea (langosta del barro y camarón de barro)                                                |
|  |                                                                                                 |
|  | \| \| Anomura (cangrejos ermitaños y otros) \| \| \| \| \| \| Brachyura (cangrejos) \| \| \| \| |
|  |                                                                                                 |
|  | Anomura (cangrejos ermitaños y otros)                                                           |
|  |                                                                                                 |
|  | Brachyura (cangrejos)                                                                           |
|  |                                                                                                 |

|  | Anomura (cangrejos ermitaños y otros) |
|  |                                       |
|  | Brachyura (cangrejos)                 |
|  |                                       |

## Clasificación
La clasificación del orden Decapoda depende de la estructura de las branquias y las patas, y del modo en que se desarrollan sus larvas, dando lugar a dos subórdenes: 
- Dendrobranchiata
- Pleocyemata

Los camarones (incluyendo muchas especies coloquialmente llamadas "camaroncitos", tales como el camarón blanco, son Dendrobranchiata. Los grupos restantes, incluyendo los verdaderos camarones, son los Pleocyemata.
La siguiente clasificación al nivel de superfamilias sigue a Martin y Davis, con cambios basados en recientes estudios morfológicos y moleculares.
Orden Decapoda Latreille, 1802

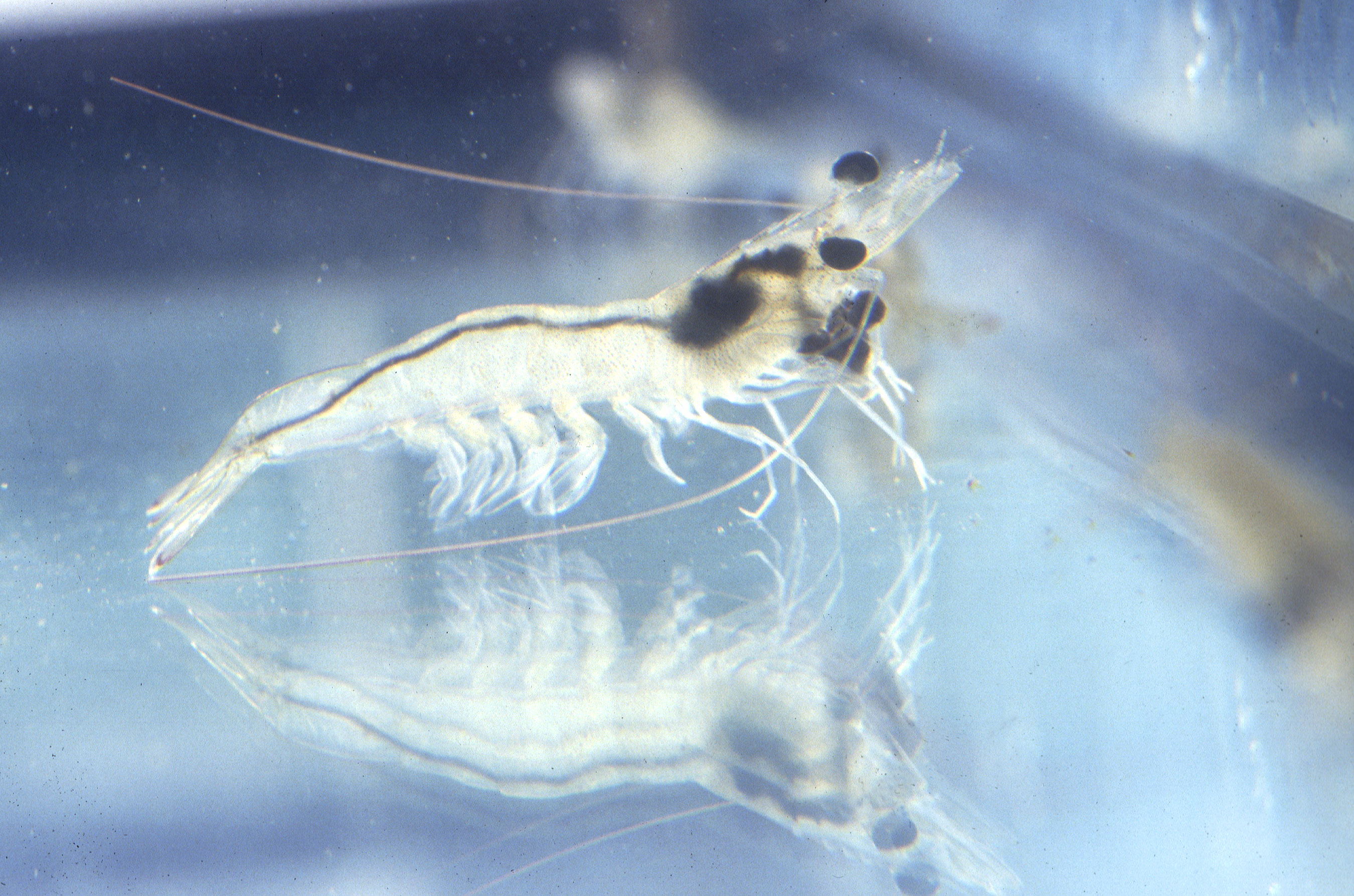
Langostino blanco, Litopenaeus vannamei.

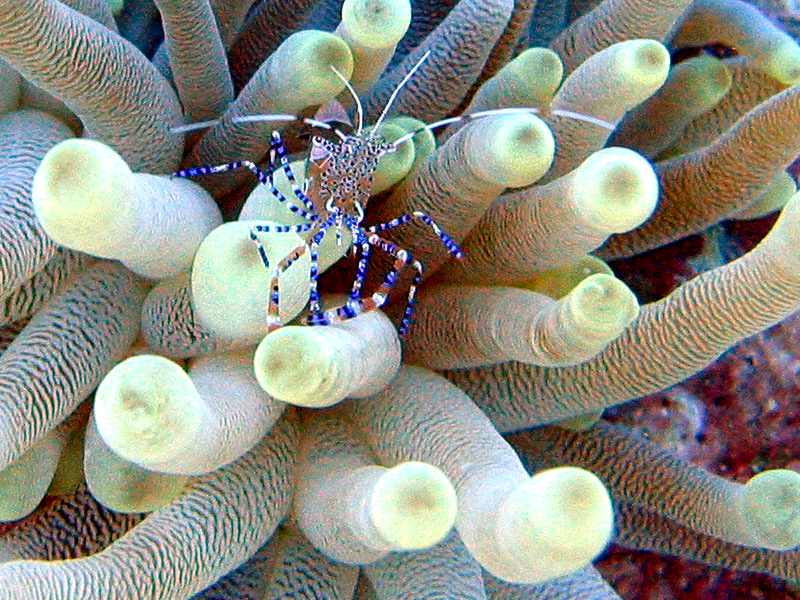
Camarón limpiador, Periclimenes yucatanicus.

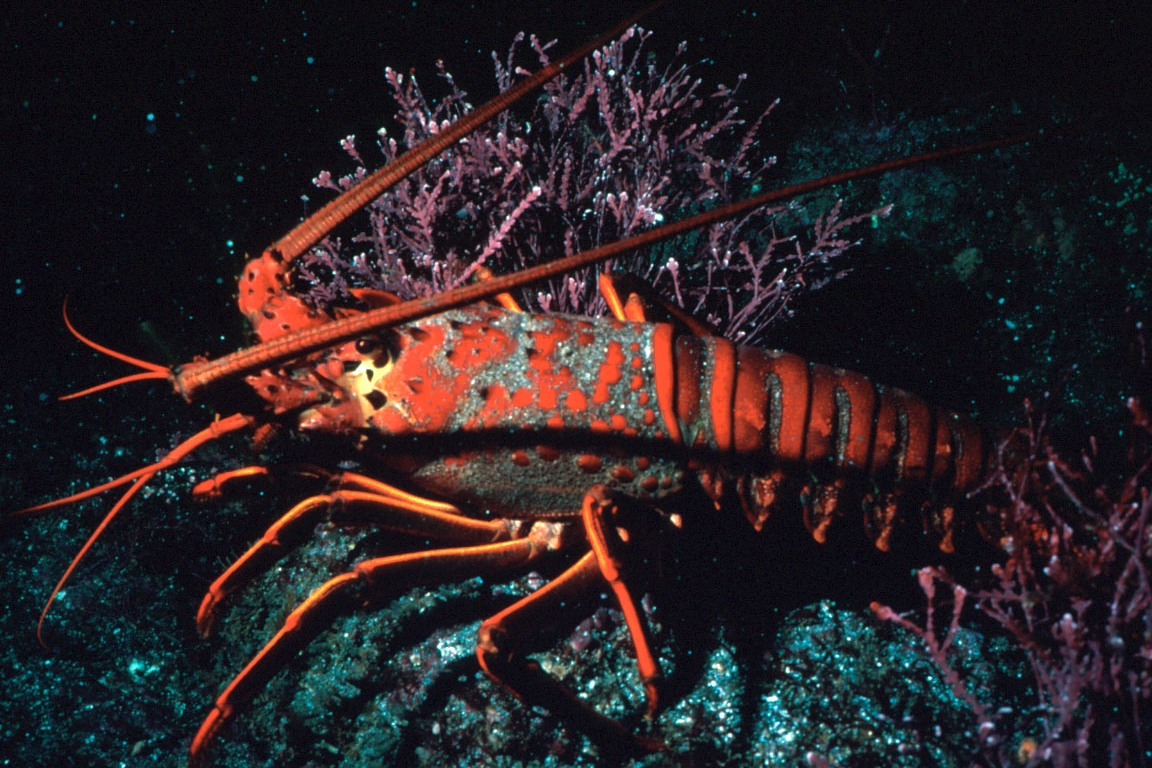
Langosta roja, Panulirus interruptus.

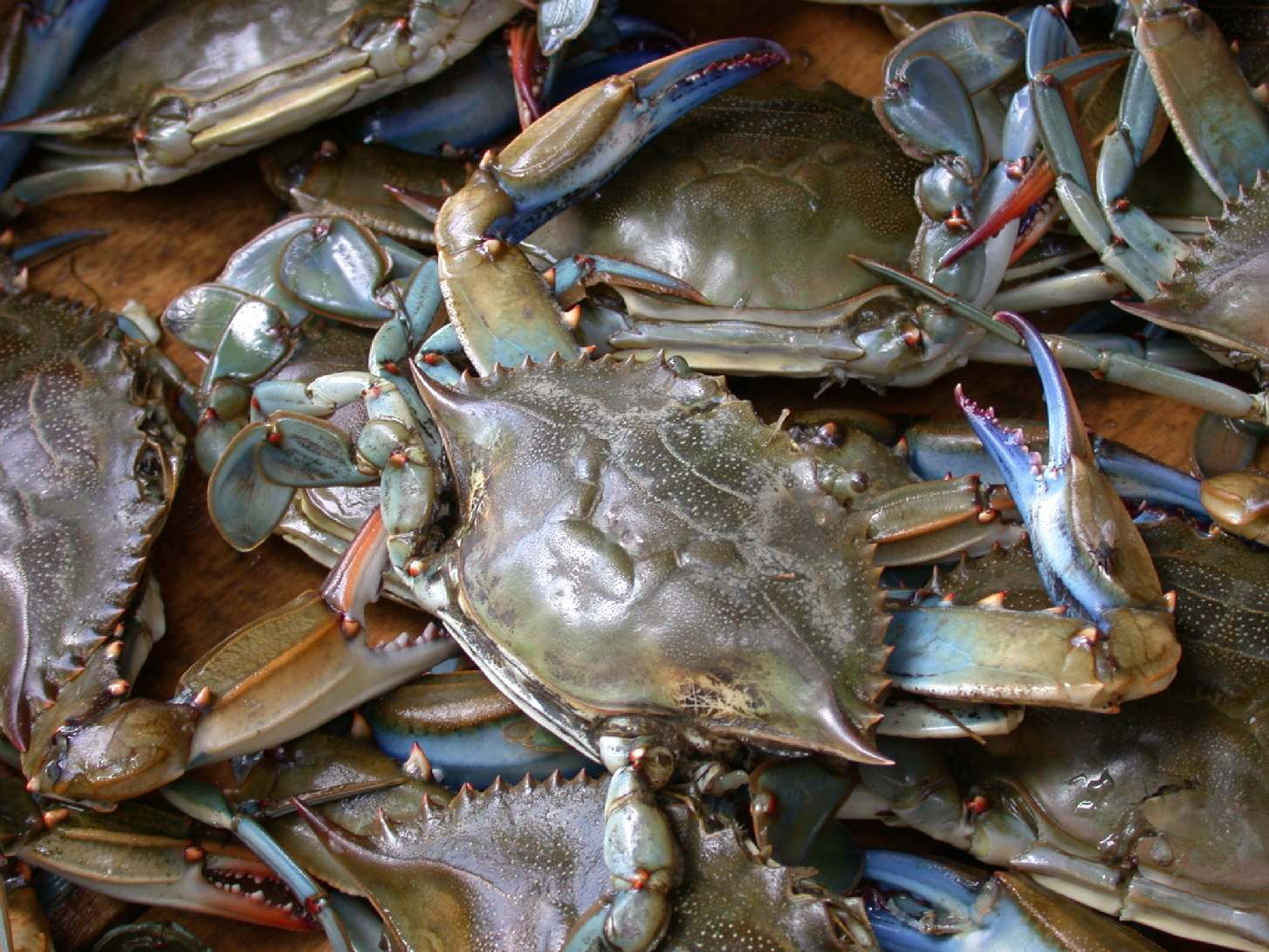
Cangrejo azul, Callinectes sapidus.

- Suborden Dendrobranchiata Bate, 1888 — gambas
  - Superfamilia Penaeoidea Rafinesque, 1815
  - Superfamilia Sergestoidea Dana, 1852
- Suborden Pleocyemata Burkenroad, 1963
  - Infraorden Stenopodidea Claus, 1872
  - Infraorden Procarididea Felgenhauer & Abele, 1983
  - Infraorden Caridea Dana, 1852 — camarones
    - Superfamilia Pasiphaeoidea Dana, 1852
    - Superfamilia Oplophoroidea Dana, 1852
    - Superfamilia Atyoidea de Haan, 1849
    - Superfamilia Bresilioidea Calman, 1896
    - Superfamilia Nematocarcinoidea Smith, 1884
    - Superfamilia Psalidopodoidea Wood-Mason & Alcock, 1892
    - Superfamilia Stylodactyloidea Bate, 1888
    - Superfamilia Campylonotoidea Sollaud, 1913
    - Superfamilia Palaemonoidea Rafinesque, 1815
    - Superfamilia Alpheoidea Rafinesque, 1815
    - Superfamilia Processoidea Ortmann, 1890
    - Superfamilia Pandaloidea Haworth, 1825
    - Superfamilia Physetocaridoidea Chace, 1940
    - Superfamilia Crangonoidea Haworth, 1825

  - Infraorden Astacidea Latreille, 1802 - langostas, cigalas y cangrejos de río
    - Superfamilia Enoplometopoidea de Saint Laurent, 1988
    - Superfamilia Glypheoidea Winkler, 1883
    - Superfamilia Nephropoidea Dana, 1852
    - Superfamilia Astacoidea Latreille, 1802
    - Superfamilia Parastacoidea Huxley, 1879

  - Infraorden Thalassinidea Latreille, 1831
    - Superfamilia Thalassinoidea Latreille, 1831
    - Superfamilia Callianassoidea Dana, 1852
    - Superfamilia Axioidea Huxley, 1879

  - Infraorden Palinura Latreille, 1802 - langostas
    - Superfamilia Eryonoidea de Haan, 1841
    - Superfamilia Palinuroidea Latreille, 1802

  - Infraorden Anomura MacLeay, 1838
    - Superfamilia Lomisoidea Bouvier, 1895
    - Superfamilia Galatheoidea Samouelle, 1819
    - Superfamilia Hippoidea Latreille, 1825
    - Superfamilia Paguroidea Latreille, 1802 — ermitaños

  - Infraorden Brachyura Linnaeus, 1758[8]— cangrejos
    - Sección Podotremata de Haan, 1833
      - Superfamilia Cyclodorippoidea Ortmann, 1892
      - Superfamilia Homolodromioidea Alcock, 1900
      - Superfamilia Dromioidea de Haan, 1833
      - Superfamilia Homoloidea de Haan, 1839
      - Superfamilia Raninoidea de Haan, 1839

    - Sección Eubrachyura de Saint Laurent, 1980
      - Superfamilia Dorippoidea MacLeay, 1838
      - Superfamilia Calappoidea Milne Edwards, 1837
      - Superfamilia Leucosioidea Samouelle, 1819
      - Superfamilia Majoidea Samouelle, 1819
      - Superfamilia Hymenosomatoidea MacLeay, 1838
      - Superfamilia Parthenopoidea MacLeay, 1838
      - Superfamilia Retroplumoidea Gill, 1894
      - Superfamilia Cancroidea Latreille, 1802
      - Superfamilia Portunoidea Rafinesque, 1815
      - Superfamilia Bythograeoidea Williams, 1980
      - Superfamilia Xanthoidea MacLeay, 1838
      - Superfamilia Bellioidea Dana, 1852
      - Superfamilia Potamoidea Ortmann, 1896
      - Superfamilia Pseudothelphusoidea Ortmann, 1893
      - Superfamilia Gecarcinucoidea Rathbun, 1904
      - Superfamilia Cryptochiroidea Paulson, 1875
      - Superfamilia Pinnotheroidea de Haan, 1833
      - Superfamilia Ocypodoidea Rafinesque, 1815
      - Superfamilia Grapsoidea MacLeay, 1838

## Alimentación
La boca de los decápodos está situada en la superficie ventral de la cabeza, flanqueada y cubierta por varias partes de la boca, y la región alrededor de la boca se llama marco bucal, que está protegida por proyecciones, que no son apéndices, de la pared del cuerpo. Seis pares de apéndices están asociados con la boca de los representantes de este grupo.
El grupo de los decápodos presenta una amplia variación en hábitos alimentarios y dietas, sin embargo, en la mayoría de las especies asocia la alimentación depredadora con la saprofagia. Hay representantes herbívoros, omnívoros y detritívoros. La comida se agarra con los quelípedos y se pasa a la tercera mandíbula, que la empuja hacia otras piezas bucales. Mientras la comida está sujeta por las mandíbulas, los maxilares y maxilípedos retiran los trozos de comida y los transfieren a la boca.
Los quelípodos se adaptan a las preferencias y hábitos de cada especie. Los decápodos que raspan las algas de las rocas o se alimentan de desechos de la superficie de la arena y el limo a menudo tienen quelípedos con dedos en forma de cuchara. Los que se alimentan de moluscos tienen quelípedos dimórficos. Los pinzas trituradoras robustas y modificadas tienen dientes romos en forma de molares que están adaptadas para romper conchas, mientras que las pinzas cortadoras son más delicados y están adaptadas para cortar carne.
Los detritívoros y los suspensívoros se alimentan de pequeñas partículas de alimento. Muchos decápodos se alimentan por filtración y hacen pasar la corriente de agua a través de una malla de cerdas, que se utiliza para recolectar partículas orgánicas en suspensión. Los crustáceos pueden generar su propia corriente de alimentación, y también pueden aprovechar una corriente existente.

## Digestión
El tracto digestivo de los decápodos consta de una elaborada porción anterior cubierta por una cutícula, una porción mediana de origen endodérmico y que tiene un ciego digestivo en desarrollo, y otra porción posterior que también tiene una cutícula en su revestimiento. La función de la porción anterior es la trituración, hidrólisis y separación de las pequeñas partículas digeribles de las grandes y no digeribles. Las partículas y solutos digeribles son enviados al ciego digestivo, mientras que los materiales que no pueden ser aprovechados son expulsados por la boca o enviados a la porción media del tracto digestivo, donde serán posteriormente eliminados.
Normalmente, el tracto digestivo anterior tiene un esófago corto que está conectado a un estómago voluminoso (proventrículo), que en los decápodos se divide en una gran cámara cardíaca anterior y una cámara pilórica posterior más pequeña. Debido a que son de origen ectodérmico, las dos cámaras están revestidas por un exoesqueleto quitinoso que tiene dientes y cerdas en sus paredes. Ambas cámaras están separadas entre sí por un estrechamiento a través del cual fluye el flujo en ambas direcciones. Generalmente, la región dorsal de cada cámara está especializada en manipular partículas grandes e indigeribles que se enviarán al intestino, mientras que las porciones del vientre procesan materiales orgánicos pequeños y digeribles que se envían al ciego digestivo para su absorción.
La cámara cardíaca tiene un molino gástrico revestido con un filtro de cerdas y una cutícula. El molino gástrico está formado por huesecillos (dientes) calcáreos que maceran los alimentos. La acción trituradora del molino y el movimiento de las paredes del estómago se deben a los músculos extrínsecos unidos a los huesecillos.. Durante la trituración, la digestión que se produce fuera de las células comienza con la mezcla de los alimentos con enzimas que provienen del ciego digestivo. El filtro de cerdas de la cámara cardíaca tiene cerdas con poco espacio entre ellas, que sigue el canal ventral que pasa de la cámara cardíaca a la cámara pilórica. Después de la molienda y digestión, las partículas finas y el soluto pasan a través del filtro de cerdas y entran en la región ventral de la cámara pilórica. Las partículas gruesas que no son digeridas y rechazadas por el filtro de cerdas salen de la cámara cardíaca y atraviesan la cámara pilórica a través del canal dorsal, y llegan al intestino, donde se produce la transformación en desechos.
La cámara pilórica se divide en un canal dorsal que conduce directamente al intestino y una compleja región ventral desde donde los materiales digeribles se dirigen a los ciegos digestivos. La región ventral consta de un filtro mecánico y un filtro glandular. El alimento digerido y prefiltrado por el filtro de cerdas llega a una región muscular media de la cámara pilórica, denominada filtro mecánico. El filtro glandular llena la abertura que conduce al ciego digestivo y es otro filtro de cerdas con una malla aún más pequeña que la del filtro de cerdas. El líquido es forzado por las contracciones de los músculos del filtro mecánico a través del filtro glandular y hacia el ciego digestivo, mientras que el material rechazado se dirige a través del canal dorsal hacia el intestino. El pliegue pilórico, cuyas cerdas impiden que partículas grandes entren en el filtro glandular, separa las porciones dorsal y ventral de la cámara pilórica.
Los ciegos digestivos son órganos grandes con fondo ciego que liberan enzimas digestivas a través del epitelio de sus numerosos túbulos, que se envían a la cámara cardíaca del estómago. Hay digestión intracelular y pinocitosis de moléculas orgánicas solubles, que posteriormente se almacenan o liberan momentáneamente a la sangre desde el hemocele.

## Consumo humano
Los cangrejos decápodos se consideran un manjar y son un producto pesquero importante. Las especies de camarón que viven en las aguas frías de las profundidades marinas se pescan principalmente, mientras que las especies que viven en aguas cálidas se crían en acuicultura en la India, el Sudeste Asiático, Estados Unidos y América del Sur. Se come sobre todo la carne del abdomen, que sólo contiene músculos y ningún órgano; en el caso de las langostas y los cangrejos, también se come la carne de las pinzas.